# IDS Center
L'IDS Center est un gratte-ciel américain situé à Minneapolis.
D'une hauteur de 241 mètres et ouvert en 1974, c'est aujourd'hui le plus haut bâtiment de la ville.
Il a été dessiné par les architectes Philip Johnson et John Burgee.